# Ferenc Voggenhuber
Ferenc István Woggenhuber (ur. 1 lipca 1894 w Budapeszcie, zm. 16 stycznia 1942 tamże) – węgierski trener piłkarski.

## Kariera trenerska
W 1935 prowadził reprezentację Łotwy.

## Sukcesy i odznaczenia

### Sukcesy trenerskie
Łotwa
- wicemistrz Baltic Cup: 1935